# Światowy ranking snookerowy
Światowy ranking snookerowy – ranking profesjonalnych graczy snookera, opierający się do sezonu 2013/14 na punktach zdobytych w czasie dwóch sezonów, zaś od 2014/15 na zarobionych pieniądzach na wybranych turniejach. Ranking zmienia się w ciągu sezonu po wybranych turniejach (do sezonu 2009/10 tylko na koniec).
Zawodnicy są rozstawiani według światowego rankingu snookerowego bez uwzględnienia rankingu prowizorycznego, oznacza to m.in., iż gracze zajmujący miejsca od 1-16 (po zakończeniu sezonu) mają zagwarantowany udział w pierwszej rundzie wszystkich turniejów rankingowych w następnym sezonie (chyba że mistrz świata lub zwycięzca jakiegoś turnieju nie mieści się w czołowej 16 rankingu – wtedy zawodnicy sklasyfikowani w rankingu na 16, a nawet 15 miejscu mogą grać w eliminacjach do turniejów).
Wyjątkiem jest turniej World Open (dawniej Grand Prix), gdzie w fazie grupowej rozstawionych jest 32 zawodników.

## Historia miejsc rankingu snookerowego
| Sezon     | Pozycja 1         | Pozycja 2         | Pozycja 3         | Pozycja 4         | Pozycja 5         |
| 1975/76   | Ray Reardon       | Eddie Charlton    | Alex Higgins      | Rex Williams      | Graham Miles      |
| 1976/77   | Ray Reardon       | Alex Higgins      | Eddie Charlton    | Fred Davis        | Graham Miles      |
| 1977/78   | Ray Reardon       | John Spencer      | Eddie Charlton    | Dennis Taylor     | Alex Higgins      |
| 1978/79   | Ray Reardon       | Perrie Mans       | Eddie Charlton    | John Spencer      | Cliff Thorburn    |
| 1979/80   | Ray Reardon       | Dennis Taylor     | Eddie Charlton    | John Spencer      | Cliff Thorburn    |
| 1980/81   | Ray Reardon       | Cliff Thorburn    | Eddie Charlton    | Alex Higgins      | Terry Griffiths   |
| 1981/82   | Cliff Thorburn    | Steve Davis       | Terry Griffiths   | Ray Reardon       | Dennis Taylor     |
| 1982/83   | Ray Reardon       | Alex Higgins      | Cliff Thorburn    | Steve Davis       | Eddie Charlton    |
| 1983/84   | Steve Davis       | Ray Reardon       | Cliff Thorburn    | Tony Knowles      | Alex Higgins      |
| 1984/85   | Steve Davis       | Tony Knowles      | Cliff Thorburn    | Kirk Stevens      | Ray Reardon       |
| 1985/86   | Steve Davis       | Cliff Thorburn    | Tony Knowles      | Dennis Taylor     | Kirk Stevens      |
| 1986/87   | Steve Davis       | Cliff Thorburn    | Dennis Taylor     | Tony Knowles      | Jimmy White       |
| 1987/88   | Steve Davis       | Jimmy White       | Neal Foulds       | Cliff Thorburn    | Joe Johnston      |
| 1988/89   | Steve Davis       | Jimmy White       | Neal Foulds       | Stephen Hendry    | Terry Griffiths   |
| 1989/90   | Steve Davis       | John Parrott      | Stephen Hendry    | Jimmy White       | Terry Griffiths   |
| 1990/91   | Stephen Hendry    | Steve Davis       | John Parrott      | Jimmy White       | Doug Mountjoy     |
| 1991/92   | Stephen Hendry    | Steve Davis       | Jimmy White       | John Parrott      | Gary Wilkinson    |
| 1992/93   | Stephen Hendry    | John Parrott      | Jimmy White       | Steve Davis       | Neal Foulds       |
| 1993/94   | Stephen Hendry    | John Parrott      | Jimmy White       | Steve Davis       | James Wattana     |
| 1994/95   | Stephen Hendry    | Steve Davis       | James Wattana     | Jimmy White       | John Parrott      |
| 1995/96   | Stephen Hendry    | Steve Davis       | Ronnie O’Sullivan | John Parrott      | James Wattana     |
| 1996/97   | Stephen Hendry    | John Higgins      | Peter Ebdon       | John Parrott      | Nigel Bond        |
| 1997/98   | Stephen Hendry    | John Higgins      | Ken Doherty       | Mark Williams     | Peter Ebdon       |
| 1998/99   | John Higgins      | Stephen Hendry    | Ronnie O’Sullivan | Ken Doherty       | Mark Williams     |
| 1999/2000 | John Higgins      | Stephen Hendry    | Mark Williams     | Ronnie O’Sullivan | John Parrott      |
| 2000/01   | Mark Williams     | John Higgins      | Stephen Hendry    | Ronnie O’Sullivan | Stephen Lee       |
| 2001/02   | Mark Williams     | Ronnie O’Sullivan | John Higgins      | Ken Doherty       | Stephen Hendry    |
| 2002/03   | Ronnie O’Sullivan | Mark Williams     | Peter Ebdon       | John Higgins      | Ken Doherty       |
| 2003/04   | Mark Williams     | Stephen Hendry    | Ronnie O’Sullivan | John Higgins      | Stephen Lee       |
| 2004/05   | Ronnie O’Sullivan | Mark Williams     | Stephen Hendry    | Paul Hunter       | John Higgins      |
| 2005/06   | Ronnie O’Sullivan | Stephen Hendry    | Stephen Maguire   | Matthew Stevens   | Paul Hunter       |
| 2006/07   | Stephen Hendry    | Ken Doherty       | Ronnie O’Sullivan | John Higgins      | Shaun Murphy      |
| 2007/08   | John Higgins      | Graeme Dott       | Shaun Murphy      | Ken Doherty       | Ronnie O’Sullivan |
| 2008/09   | Ronnie O’Sullivan | Stephen Maguire   | Shaun Murphy      | Mark Selby        | John Higgins      |
| 2009/10   | Ronnie O’Sullivan | Stephen Maguire   | Shaun Murphy      | John Higgins      | Allister Carter   |
| 2010/11   | John Higgins      | Neil Robertson    | Ronnie O’Sullivan | Allister Carter   | Ding Junhui       |
| 2011/12   | Mark Selby        | Judd Trump        | Mark J. Williams  | Stephen Maguire   | John Higgins      |
| 2012/13   | Mark Selby        | Neil Robertson    | Judd Trump        | Shaun Murphy      | Stephen Maguire   |
| 2013/14   | Mark Selby        | Neil Robertson    | Ding Junhui       | Barry Hawkins     | Shaun Murphy      |
| 2014/15   | Mark Selby        | Stuart Bingham    | Neil Robertson    | Ding Junhui       | Ronnie O’Sullivan |
| 2015/16   | Mark Selby        | Stuart Bingham    | Judd Trump        | Shaun Murphy      | Neil Robertson    |
| 2016/17   | Mark Selby        | John Higgins      | Judd Trump        | Ding Junhui       | Barry Hawkins     |
| 2017/18   | Mark Selby        | Ronnie O’Sullivan | Mark Williams     | John Higgins      | Judd Trump        |
| 2018/19   | Ronnie O’Sullivan | Judd Trump        | Mark Williams     | Neil Robertson    | John Higgins      |
| 2019/20   | Judd Trump        | Ronnie O’Sullivan | Neil Robertson    | Mark Selby        | Mark Allen        |
| 2020/21   | Judd Trump        | Mark Selby        | Ronnie O’Sullivan | Neil Robertson    | Shaun Murphy      |
| 2021/22   | Ronnie O’Sullivan | Judd Trump        | Mark Selby        | Neil Robertson    | John Higgins      |
| 2022/23   | Ronnie O’Sullivan | Luca Brecel       | Mark Allen        | Judd Trump        | Mark Selby        |
| 2023/24   | Mark Allen        | Judd Trump        | Kyren Wilson      | Luca Brecel       | Ronnie O’Sullivan |